# 本·里維斯
本·里維斯（英語：Benjamin Neil "Ben" Reeves；1991年11月19日—）是一位在英格蘭出生的北愛爾蘭足球運動員。在場上的位置是中場。現效力於英甲球隊基寧咸。他也代表北愛爾蘭國家足球隊參賽。

## 外部連結
- 足球数据库：本·里維斯的球员统计数据